# ドーナツホール
「ドーナツホール」（英文表記: DONUT HOLE）は、日本のミュージシャン・米津玄師がハチの名義でリリースした楽曲。ボーカロイドのGUMIを用いて制作された。

## 制作背景
ハチこと米津玄師は、2009年頃よりボーカロイドを用いた楽曲をリリースし、ネットシーンを中心に活動。「結ンデ開イテ羅刹ト骸」「マトリョシカ」「パンダヒーロー」を始めとするボーカロイドシーンのヒット曲を多数出した。2012年に本人の名義でリリースしたスタジオ・アルバム『diorama』を皮切りにハチとしての活動は鳴りを潜め、2013年にはユニバーサル・シグマよりメジャーデビューを果たした。「ドーナツホール」はハチとしては約2年9か月ぶりのリリースで、かつてない期間を空けてのリリースであった。米津はハチとしてリリースした楽曲に対して、「ボーカロイドありきの環境で制作したもので、自分で歌うつもりはまったくなかった」という自身の後ろ向きなスタンスについて発言している。しかし「ドーナツホール」に対しては制作段階から自ら歌唱するイメージを覚えていた。2014年リリースのアルバム『YANKEE』にはセルフカバーバージョンが収録された。これ以降には「ゆめくいしょうじょ」（沙上の夢喰い少女）「砂の惑星」のセルフカバーをリリースしており、米津玄師とハチの境目が段々なくなっている印象を感じていた。

## プロモーション・リリース
「ドーナツホール」は2013年10月28日にYouTube、ニコニコ動画の米津のチャンネルでミュージックビデオが公開された。ミュージックビデオには、米津が手がけたGUMI、初音ミク、巡音ルカ、鏡音リンのイラストレーションを多数用いたアニメーションで構成されている。2014年リリースの米津のアルバム『YANKEE』には「ドーナツホール（COVER）」と称したセルフカバーバージョンが収録された。オリジナル・バージョンは2015年11月13日にハチ名義でデジタルシングルとしてリリースされた。

### オリジナル版（2013年版）
2023年4月18日、ハチ時代にニコニコ動画に投稿したオリジナルの「ドーナッツホール」MVが、約10年弱の月日を経て1,000万回再生を意味する「VOCALOID神話入り」を達成した。これは、ニコニコ動画史上15曲目となる神話入りで、ハチにとって「マトリョシカ」と「砂の惑星」に続いてVOCALOID神話入り楽曲が計3曲となったほか、3曲が神話入りを果たしたボカロPはwowakaに次ぎ2人目となった。 

### 再投稿版（2024年版）
初投稿から11年後の2024年9月30日に、Youtube、ニコニコ動画にてProduction I.G制作の新規ミュージックビデオ版が投稿された。この投稿は米津玄師が「砂の惑星」以来、約7年ぶりにハチ名義で投稿したものである。新MV投稿にあたり、同曲を題材にしたチョコレートを高級チョコレートブランドのゴディバから期間限定コラボレーションで販売することも話題を呼んだ。
2025年5月5日、ニコニコ動画において投稿から217日で100万回（ミリオン）再生を達成した。
なお、再投稿にあたって米津は新しいMegpoidを購入し楽曲の打ち込み直しを行おうとしたものの、曲のグレードアップに意味がないと判断し、当時のものからミックスとマスタリングの修正をするにとどめている。

## 構成
「ドーナツホール」はBPM250の早いテンポで終始構成されている。ハチ名義でリリースした以前の楽曲のほとんどがDTMを用いたいわゆる打ち込みで制作されたのに対して、本楽曲は生演奏のバンドサウンドが用いられ、「YANKEE」でのオルタナティヴ・ロックへの接近をフィーチャーしたロックチューンである。

## 収録内容
| #         | タイトル           | 作詞・作曲 | 編曲      | 時間 |
| --------- | ------------------ | ---------- | --------- | ---- |
| 1.        | 「ドーナツホール」 | ハチ       | ハチ      | 3:25 |
| 合計時間: | 合計時間:          | 合計時間:  | 合計時間: | 3:25 |